# Gilman (Illinois)
Gilman es una ciudad ubicada en el condado de Iroquois en el estado estadounidense de Illinois. En el Censo de 2010 tenía una población de 1814 habitantes y una densidad poblacional de 311,84 personas por km².

## Geografía
Gilman se encuentra ubicada en las coordenadas 40°46′20″N 87°59′4″O / 40.77222, -87.98444. Según la Oficina del Censo de los Estados Unidos, Gilman tiene una superficie total de 5.82 km², de la cual 5.77 km² corresponden a tierra firme y (0.89%) 0.05 km² es agua.

## Demografía
Según el censo de 2010, había 1814 personas residiendo en Gilman. La densidad de población era de 311,84 hab./km². De los 1814 habitantes, Gilman estaba compuesto por el 88.09% blancos, el 0.28% eran afroamericanos, el 0.33% eran amerindios, el 0.33% eran asiáticos, el 0.06% eran isleños del Pacífico, el 8.88% eran de otras razas y el 2.04% pertenecían a dos o más razas. Del total de la población el 14.61% eran hispanos o latinos de cualquier raza.